# Бајо Дора (Торино)
Бајо Дора је насеље у Италији у округу Торино, региону Пијемонт.
Према процени из 2011. у насељу је живело 462 становника. Насеље се налази на надморској висини од 256 м.